# 미스터리언스
미스터리언스(The Mysterians)는 일본에서 제작된 혼다 이시로 감독의 1957년 액션, 드라마, SF, 스릴러, 전쟁 영화이다. 사하라 켄지 등이 주연으로 출연하였고 타나카 토모유키 등이 제작에 참여하였다.

## 출연

### 주연
- 사하라 켄지
- 시라카와 유미

### 조연
- 코치 모모코
- 히라타 아키히코
- 시무라 타카시
- 후지타 스스무
- 이토 히사야
- 코스기 요시오
- 무라카미 후유키
- 테츠 나카무라
- 츠키야 요시오
- 사다 유타카
- 이마이즈미 렌
- 오이카와 타케오
- 타다오 나카마루
- 조지 퍼니스
- 해롤드 콘웨이
- 카토 하루야
- 오무라 센키치
- 오토모 신
- 쿠사마 아키오
- 히로세 쇼이치
- 오가타 린사쿠
- 와타나베 오카와
- 쿠마가이 타쿠조
- 츠다 미츠오
- 츠보노 카마유키
- 미하라 히데오
- 시게노부 야스히로
- 테즈카 카츠미
- 나카지마 하루오
- 바이런 모로우
- 산조 리키에
- 우부카타 소지
- 우나가미 히데오
- 야마다 미노스케
- 마츠모토 미츠오

## 제작진
- 미술: 아베 테루아키